# Upadające imperium
Upadające imperium (tyt. oryg. The Collapsing Empire) – powieść z gatunku space opera autorstwa amerykańskiego pisarza Johna Scalzi, pierwszy tom cyklu „The Interdependency”. Wydana w 2017 przez Tor Books, polska edycja ukazała się nakładem Wydawnictwa NieZwykłe w tłumaczeniu Pawła Grysztara w 2019. Powieść zdobyła w 2018 Nagrodę Locusa, była także nominowana do nagrody Hugo za najlepszą powieść. 

## Fabuła
Nurt – pozawymiarowe pole, dzięki któremu można uzyskać dostęp do określonych punktów w kosmosie – umożliwia przenoszenie się do światów, krążących wokół odległych gwiazd. Dzięki Nurtowi ludzkość wyruszyła z Ziemi w kosmos i utworzyła nowe imperium, Wspólnotę. Zasady Wspólnoty mówiące, że żadna z ludzkich kolonii nie jest w stanie przetrwać bez pozostałych, stanowią system kontroli władców nad imperium. Fizyk pracujący na odległej planecie odkrywa, że Nurt nie jest statyczny i może odciąć zamieszkałe światy od siebie. W plątaninie intryg troje ludzi: naukowiec, dziedziczka jednego z karteli i imperatorka Wspólnoty, dociekają czy uda się uratować międzygwiezdne imperium.

### Cykl „The Interdependency”
- Upadające imperium (The Collapsing Empire, 2017; wyd. pol. 2019)
- Imperium w płomieniach (The Consuming Fire, 2018; wyd. pol. 2020)
- Ostatnia Imperoks (The Last Emperox, 2020, wyd. pol. 2020)